# Ombre rosse (rivista)
Ombre rosse è stata una rivista di cinema pubblicata in due serie fra il 1967 e il 1981.

## Storia
La nascita della rivista è legata al cineclub dell’Università di Torino e alle personalità di Paolo Bertetto, Goffredo Fofi, Giorgio Tinazzi e Gianni Volpi. In entrambe le serie la rivista si segnalò per una forte connotazione politica e per la vicinanza ai movimenti studenteschi e operai. Fra i vari collaboratori, si ricordano in particolare Bruno Gambarotta, Paolo Gobetti, Luigi Manconi, Sandro Petraglia, Lidia Ravera, Gianni Rondolino e Stefano Rulli.